# Col·lisionador
Un col·lisionador o col·lidor és un tipus d'accelerador de partícules que utilitza rajos dirigits de partícules. Els col·lisionadors poden ser circulars o lineals, i poden fer col·lidir un sol raig de partícules contra un objectiu estacionari, o dos rajos enfrontats l'un a l'altre.
Hom empra els col·lisionadors com a eina de recerca en física de partícules, mitjançant l'acceleració de partícules elementals fins a arribar a una energia cinètica molt elevada, i després deixant-los impactar contra altres partícules. L'anàlisi dels subproductes d'aquestes col·lisions proporciona als científics proves sobre l'estructura del món subatòmic i sobre les lleis de la natura que el governen. Aquestes lleis només es poden experimentar en nivells d'energia alts i per períodes curts i, per tant, pot ser difícil o impossible d'estudiar-les d'altra manera.

## Explicació
En l'àmbit de la física de partícules, una via d'investigació sobre el comportament de les partícules elementals és el procediment d'accelerar partícules a nivells elevats d'energia cinètica, i provocar que impactin contra altres partícules. Per nivells d'energia prou elevats, es produeix una reacció que transforma les partícules inicials en altres partícules. L'observació d'aquests productes contribueix a conèixer les lleis de la física que hi estan implicades.
Per tal de realitzar aquests experiments, existeixen dues possibles configuracions:
- Configuració d'objectiu estacionari: hom accelera un raig de partícules (els projectils) amb un accelerador de partícules, i es col·loca un objectiu estacionari en el camí del raig.

- Col·lisionador: s'acceleren dos rajos de partícules, i es dirigeix un raig contra l'altre, de tal manera que les partícules col·lideixen mentre viatgen en direccions oposades. Aquest procés també es pot emprar per generar antimatèria.

La segona configuració és més complicada de construir, però té el gran avantatge de què, d'acord amb la relativitat especial, l'energia d'un xoc inelàstic entre dues partícules que s'aproximen l'una a l'altra amb una velocitat donada no és només 4 vegades superior al cas en què una partícula sigui estacionària (com seria el cas no-relativista); en canvi, pot ser d'ordres de magnitud superior, si la velocitat d'impacte és propera a la velocitat de la llum.

## Història
La primera proposta seriosa per construir un col·lisionador s'originà al Midwestern Universities Research Association (MURA). Aquest grup proposà construir un accelerador amb dos anells tangents de sector radial. Tihiro Ohkawa, un dels autors del primer document, va desenvolupar un disseny per un accelerador FFAG de sector radial, que podia accelerar dos rajos de partícules que rotaven en direcció contrària, mitjançant un únic anell d'imants. El tercer prototipus FFAG construït pel grup MURA fou un artefacte de 50 MeV fabricat el 1961 per evidenciar la plausibilitat d'aquest concepte.
Gerard K. O'Neill proposà fer servir un únic accelerador per tal d'injectar partícules en un parell d'anells d'emmagatzematge tangents. De la mateixa manera que en la proposta original de MURA, les col·lisions tindrien lloc en la secció tangent. El benefici dels anells d'emmagatzematge és que poden emmagatzemar un flux elevat de rajos procedents d'un accelerador d'injecció que produeix un flux molt menor.
Els primers col·lisionadors electró-positró foren construïts a Itàlia, al si del Istituto Nazionale di Fisica Nucleare a Frascati, prop de Roma, pel físic italo-australià Bruno Touschek. Per la mateixa època, a inicis de la dècada de 1960, es desenvolupà de forma independent el col·lisionador VEP-1 electró-positró, sota la supervisió de Gersh Budker en l'Institut de Física Nuclear soviètic.
El 1966 va començar la construcció de l'Intersecting Storage Rings al CERN, i el 1971 aquesta instal·lació ja era operativa. L'ISR era un parell d'anells d'emmagatzematge que acumulava partícules injectades pel sincrotró de protons del CERN. Aquest fou el primer col·lisionador d'hadrons, conseqüència dels èxits obtinguts anteriorment amb electrons, i d'electrons amb positrons.